# Mattauno
Mattauno (in sloveno Matavun, in tedesco Mattaun) è un paese della Slovenia, frazione del comune di Divàccia.
La località si trova a 401.5 metri s.l.m., a 3.8 kilometri a sudest del capoluogo comunale ed a 12.2 kilometri dal confine italiano.
Durante il dominio asburgico fu frazione del comune di Nacla San Maurizio.

Tra le due guerre mondiali per un periodo fu frazione comune di Nacla San Maurizio nella Provincia di Trieste per passare in seguito al comune di Divàccia-San Canziano.
Si trova lungo il percorso dell'itinerario rosso della Via Alpina.